# Prendi il volo
Prendi il volo (Migration) è un film d'animazione del 2023 diretto da Benjamin Renner e co-diretto da Guylo Homsy.

## Trama
La famiglia di germani reali Mallard, composta da papà Mack, mamma Pam e dai loro anatroccoli Dax e Gwen, conduce una vita tranquilla, ma alquanto ripetitiva, in uno stagno del New England. Un giorno passa dalle loro parti uno stormo di anatre migratorie in rotta verso la Giamaica e Pam cerca di convincere Mack - terrorizzato dai pericoli che possono incontrarsi al di fuori dello stagno - ad unirsi ad esse. In primo momento Mack non intende prendere parte a questo viaggio, convinto che lo stagno offre loro tutto ciò di cui hanno bisogno, ma dopo che suo zio Dan gli fa un discorso su come sarà la sua vita se rimarrà per sempre nello stagno, si convince a partire. Così i Mallard iniziano una la loro avventura, accompagnati anche dal goffo zio Dan.
Durante il viaggio a causa di un temporale, si fermano in una palude dove vengono accolti dall'airone Erin e il marito Harry che li ospita per la notte. Inizialmente Mack è convinto che la signora Erin abbia brutte intenzioni e voglia in realtà mangiarli ma si rivela una paura infondata quando questa salva Dax e Gwen da pesce della palude. La mattina dopo la famiglia riparte e arriva nella città di New York dove fanno la conoscenza di Testatosta (che Mack sbadatamente insulta chiamando la sua specie "parassiti"), un piccolo piccione dal carattere duro ma dal cuore tenero, che convinta da Pam li porta da un amico che può indicar loro la rotta per la Giamaica. Testatosta riconduce al ristorante "The Ciguapi" dove l'amico che dovrebbe aiutarli è un pappagallo di nome Delroy imprigionato dallo chef, il proprietario del ristorante, che lo rapì anni prima relegando in gabbia; Dax sentendosi triste per lui convince suo padre a cercare di liberarlo e assieme a Pam si introduce nella cucina dove lo spietato chef, specializzato nell'anatra all'arancia, conserva la chiave che apre la gabbia. Dopo una rocambolesca fuga dalla cucina e poi dalla sala da ballo, Pam e Mack riescono a superare la clientela, riunitasi per il "Martedì della salsa", a passo di danza. Liberato Delroy questi decide di condurli personalmente in Giamaica come ringraziamento per il loro aiuto. Salutata Testatosta i Mallard e il loro nuovo amico riprendo il viaggio.
A causa di un bisogno di Gwen (che non riesce a farla in volo come gli altri uccelli, perché si vergogna) il gruppo si ferma nei pressi di una fattoria abitata da tantissime anatre pechinesi, dove conoscono il leader yogico GooGoo che li convince di trovarsi in un paradiso dove gli umani che si occupano della fattoria li nutrono e li trattano con gentilezza. E vista l'animata fuga dal ristorante, decidono di fermarsi per riposare e divertirsi. Purtroppo la gioia è di breve durata perché Dax vede arrivare lo chef e scopre che in realtà i proprietari della fattoria gli stanno vendendo le oche dopo averle fatte ingrassare. Avvertito suo padre Dax vorrebbe aiutarlo ma Mack glielo proibisce volendo risolvere da solo; tuttavia Dax nel tentativo di avvertire le anatre del pericolo viene scoperto dallo chef che danneggia le ali, facendogli perdere alcune piume, impedendogli di volare. Fortunatamente i Mallard, Delroy, GooGoo e il resto delle anatre riesceno a scappare, ma sono costretti a fermarsi per recuperare le forze. Mack rimprovera pesantemente il figlio per essersi messo in pericolo e questi è arrabbiato non gli rivolge più la parola.
Lo chef a bordo del suo elicottero trova il gruppo e riesce a catturare tutti meno Dax e Gwen, che si sono nascosti su ordine di Mack. La piccola Gwen è disperata perché pensa che adesso i suoi genitori moriranno e Dax non può neanche volare per raggiungerli, ma inaspettatamente quest'ultimo sembra avere una soluzione. Intanto a bordo dell'elicottero Pam e Mack vengono separati dagli altri uccelli e rinchiuso in una gabbia, come vendetta personale lo chef che intende cucinarli per primi. Per la prima volta da quando sono partiti Pam è terrorizzata e teme che sia la fine di tutto, ma questa volta è Mack a incoraggiarla a non arrendersi e a trovare una soluzione. E ricordano i passi di salsa al ristorante, i due riescono quasi a raggiungere il meccanismo di apertura della cella, dove sono rinchiusi i loro amici, ma vengono scoperti dallo chef. Questa volta, però Delroy non intende stare a guardare e per vendicarsi di tutti quegli anni di prigionia incita le altre anatre ad attaccare l'uomo che sotto il bombardamento di frutta e verdura finisce per avere la peggio, purtroppo uno degli alimenti colpisce il pannello di apertura dell'elicottero che fa cadere sia lo chef che Mack e Pam ancora ingabbiati. L'uomo si salva perché resta impigliato nella rete mentre le due anatre precipitano e sembra la fine finché improvvisamente Dax, che ha ricostruito le sue ali grazie alle piume perse di Delroy, e Gwen vanno in loro soccorso e li liberano prima che precipitano al suolo. Anche Delroy, zio Dan, GooGoo e le altre anatre si liberano e finalmente possono proseguire il loro viaggio verso la Giamaica mentre lo chef resta intrappolato nella rete con l'elicottero che si allontana da solo.
Dopo giorni il gruppo sembra essersi perso ma grazie all'acqua luminescente (un particolare che Pam aveva sentito da una delle anatre migratrici incontrati allo stagno) capiscono di essere sulla strada giusta. Infatti, appena giunta l'alba, il gruppo si trova davanti le sponde della Giamaica. Per la gioia, Mack questa volta permette a Dax di guidare lo stormo e giunti nella laguna dell'isola, si riuniscono con i loro amici, incontrati all'inizio del film, e anche Delroy si riunisce finalmente alla sua famiglia.
La primavera successiva i Mallard si preparano a partire nuovamente ma per la prima volta è Mack a proporre loro un viaggio per accompagnare degli uccelli che si sono persi: un gruppo di pinguini. Pam non è sicura sia una buona idea, poiché questi uccelli vivono al Polo Sud, ma sia Mack che i figli sono entusiasti e non vedono l'ora di partire e visto quanto è cambiato suo marito Pam acconsente al viaggio.
In una scena dei titoli di coda si vedono le foto dei Mallard mentre visitano paesi diversi durante il viaggio fino ad arrivare al Polo.

## Personaggi
- Kumail Nanjiani nei panni di Mack, il padre ansioso e terrorizzato, da qualsiasi cosa, delle anatre.[1]
- Elizabeth Banks nei panni di Pam, l'audace, positiva e arguta madre delle anatre.[1]
- Caspar Jennings nei panni di Dax, il figlio fiducioso, audace e irrequieto delle anatre.[1]
- Tresi Gazal nei panni di Gwen, la figlia innocente e amabile delle anatre.[1]
- Keegan-Michael Key nei panni di Delroy, un pappagallo scarlatto nostalgico con accento giamaicano rinchiuso in un ristorante di Manhattan. Dopo anni di depressione, perché rinchiuso una volta libero, sprizza energia e entusiasmo da tutti i pori.[1]
- Awkwafina nei panni di Testatosta, leader di una banda di piccioni di New York City privo di una zampa.[1]
- Danny DeVito nei panni di Dan, lo zio burbero e avverso all'avventura delle anatre.[1]
- David Mitchell nei panni di GooGoo, leader yogico di una fattoria delle anatre.[1]
- Carol Kane nei panni di Erin, un airone con cui le anatre fanno amicizia nel loro viaggio.[1]

## Produzione
Il 18 febbraio 2022, Illumination ha annunciato un nuovo film intitolato Migration, con l'animatore e creatore di fumetti francese Benjamin Renner pronto a dirigere con Guylo Homsy come co-regista e Mike White pronto a scrivere la sceneggiatura. Renner ha precedentemente diretto i film d'animazione tradizionalmente Ernest & Celestine (2012) e The Big Bad Fox and Other Tales... (2017).
Renner è stato incaricato di adattare il suo stile di disegno minimalista dei film precedenti per un film animato al computer, che richiede che gli sfondi siano completamente visualizzati e resi; aveva precedentemente progettato le immagini per il film d'animazione franco-belga del 2014 sugli uccelli migratori intitolato Yellowbird, che era noto per non aderire strettamente al fotorealismo. Per Migration, Renner ha spiegato di essersi ispirato agli animali naturalmente espressivi in natura per creare personaggi che hanno caratteristiche distintamente espressive nei loro disegni. Ha anche notato che il tono del film diventerebbe sempre più teso man mano che la storia procede.
Il 26 aprile 2023, Kumail Nanjiani, Elizabeth Banks, Keegan-Michael Key, Awkwafina, Danny DeVito, Caspar Jennings, Tresi Gazal, David Mitchell e Carol Kane sono stati annunciati per far parte del cast di voci principali del film, insieme a loro è stata rivelata anche la troupe cinematografica composta dal co-regista Guylo Homsy, il montatore Christian Gazal e lo scenografo Colin Stimpson.

## Promozione
Il teaser trailer del film è stato distribuito il 5 aprile 2023, il trailer ufficiale è stato distribuito il 18 luglio 2023.
Il 14 giugno 2023 il regista Benjamin Renner e il produttore Chris Meledandri hanno mostrato una sequenza di 25 minuti del film al Festival Internazionale del film d'Animazione di Annecy.

## Distribuzione
Il film è stato distribuito nelle sale cinematografiche Italiane il 7 dicembre 2023.

## Accoglienza

### Incassi
Il film ha incassato 127630880 $ in Nordamerica e 172556919 $ nel resto del mondo, per un totale di 300187799 $. In Italia ha incassato 3326751 €.

### Critica
Il film ha ricevuto recensioni generalmente positive da parte della critica e del pubblico. Su Rotten Tomatoes il 73% delle 102 recensioni dei critici è positivo, con un punteggio di 6,3 su 10; su Metacritic il punteggio ponderato è di 56 su 100 sulla base di 25 recensioni.